# Karl Golser

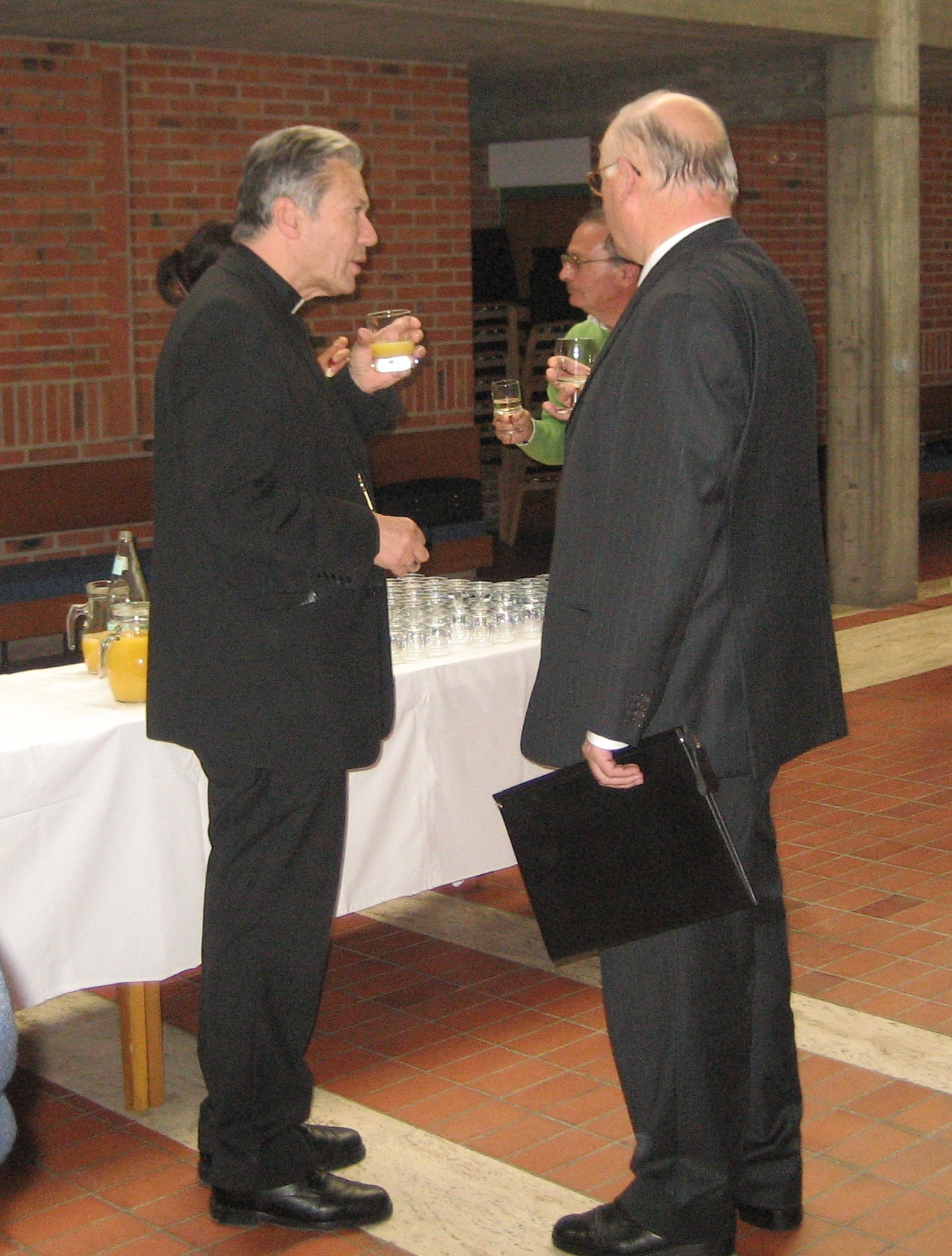
Bischof Golser (links) mit Generalvikar Josef Matzneller (November 2009)

Bischofswappen

Karl Golser (* 16. Mai 1943 in Tscherms, Südtirol, Italien; † 25. Dezember 2016 in Brixen) war ein italienischer Geistlicher, römisch-katholischer Moraltheologe und von 2008 bis 2011 Bischof der Diözese Bozen-Brixen.

## Leben
Karl Golser studierte ab 1961 an der Päpstlichen Universität Gregoriana in Rom Katholische Theologie und Philosophie. Am 10. Oktober 1968 empfing Golser in Rom die Priesterweihe. Golser war zunächst Kooperator in Kaltern, später in St. Nikolaus in Meran. 1974 wurde er an der Gregoriana mit der Dissertationsschrift Gewissen und objektive Sittenordnung. Zum Begriff des Gewissens in der neueren katholischen Moraltheologie zum Dr. theol. promoviert. Von 1977 bis 1982 war er Mitarbeiter bei der Glaubenskongregation. 1982 erhielt Karl Golser einen Ruf auf die Professur für Moraltheologie an die Philosophisch-Theologische Hochschule Brixen, der er zuletzt auch als Prodekan vorstand. Davor war Golser auch zweimal Dekan der Hochschule.
Nach mehreren Jahren als Kurat und später als Pfarrer von Sarns (1982–1991) war Golser 1991 Bußkanoniker an der Kathedrale von Brixen. Von 1994 (Gründung) bis 2008 stand er dem Institut für Gerechtigkeit, Frieden und Bewahrung der Schöpfung als Direktor vor, 1997 wurde er als Ehrenkonventualkaplan des Souveränen Malteser Ritterordens erster Ordenskaplan der Delegation Bozen/Südtirol (ab 2009 Großkreuzkonventualkaplan ad honorem). Von 2001 bis zu seiner Bischofsweihe war Golser Beauftragter für Studienfragen für die im Theologiestudium stehenden Priester und Laien. 2006 wurde Golser zum Präsidenten der Associazione Teologica Italiana per lo Studio della Morale (ATISM) gewählt.
Am 5. Dezember 2008 wurde Golser durch Papst Benedikt XVI. zum Bischof des Südtiroler Bistums Bozen-Brixen ernannt. Er trat damit die Nachfolge des am 16. August 2008 verstorbenen Bischofs Wilhelm Egger OFMCap an. Die Bischofsweihe spendete ihm der Patriarch von Venedig, Angelo Kardinal Scola, am 8. März 2009 im Dom zu Brixen. Mitkonsekratoren waren der Erzbischof von Trient, Luigi Bressan, und der Bischof von Innsbruck, Manfred Scheuer. Golsers Wahlspruch lautete Christus pax nostra.
Golser galt als ausgewiesener Experte für Bioethik. Er war Mitglied des Landesethikkomitees Südtirol und Dozent für Wirtschaftsethik und Ethik in der Informationstechnologie an der Freien Universität Bozen. Im Jahr 2010 erhielt er das Ehrenzeichen des Landes Tirol.
Am 27. Juli 2011 nahm Benedikt XVI. sein aus gesundheitlichen Gründen (Atypisches Parkinson-Syndrom) vorgebrachtes Rücktrittsgesuch an. Golser starb 2016 in der Heiligen Nacht an den Folgen seiner Krankheit.

## Stiftung und Bischof-Karl-Golser-Preis
2015 wurde in Bozen mit Einverständnis durch Karl Golser die Bischof Dr. Karl Golser Stiftung gegründet. Die Stiftung hat das Ziel, medizinische Informationen über das Atypische Parkinson-Syndrom (APS) an Betroffene und deren Angehörige zu vermitteln. Weiterer Stiftungszweck ist die Förderung der wissenschaftliche Erforschung des APS bis hin zur Entwicklung neuartiger und wirksamer Medikamente. Schirmherr der Stiftung ist Arno Kompatscher, Ehrenpräsident Ivo Muser und Präsident des Stiftungsrates Gregor K. Wenning.
Der Präsident des wissenschaftlichen Beirats ist Hartmann Hinterhuber. Der Beirat vergab 2018 erstmals den mit 20.000 € dotierten Bischof-Dr.-Karl-Golser-Preis an Gabor Kovacs Medizinische Universität Wien und Vikram Khurana (Harvard Medical School). Der Preis soll alle zwei Jahre vergeben werden.

## Schriften
- Gewissen und objektive Sittenordnung. Zum Begriff des Gewissens in der neueren katholischen Moraltheologie (= WBTh 48). Wiener Dom-Verlag, Wien 1975, ISBN 3-85351-076-0
- Christlicher Glaube und Moral. Tyrolia-Verlag 1986, ISBN 3-7022-1603-0, zusammen mit Josef Fuchs, Hans Rotter, Lothar Roos
- Verantwortung für die Schöpfung in den Weltreligionen. Tyrolia-Verlag 1992, ISBN 3-7022-1859-9, zusammen mit Michael von Brück und anderen
- Verantwortlich für das Haus des Lebens. Zum zehnjährigen Erscheinen der Enzyklika ‚Evangelium vitae‘. Weger Verlag, Brixen 2005, ISBN 88-88910-20-4
- Umkehr zur Liebe. Homilien und Gewissenserforschungen zu Bußgottesdiensten. Weger Verlag, Brixen 2006, ISBN 978-88-88910-32-1
- Lebensqualität und Verkehr. Mobil sein für / gegen gutes Leben (= Reihe SYN Nr. 9). Weger Verlag, Brixen 2007, ISBN 978-88-88910-43-7